# كوون يون بن
كوون يون بن (بالكورية: 권은빈)‏ المعروفة باسم يون بين  هي أيدول وممثلة كورية جنوبية. ولدت في 6 يناير 2000 في سول، كوريا الجنوبية. ظهرت لأول مرة كعضو في مجموعة الفتيات الكورية الجنوبية سي إل سي في فبراير 2016.

## فيلموغرافيا

### مسلسلات درامية
| سنة       | عنوان العمل             | دور                                     | قناة البث      | ملاحظات   | المرجع |
| --------- | ----------------------- | --------------------------------------- | -------------- | --------- | ------ |
| 2018      | باد بابا                | كيم سانغ آه                             | ام بي سي تي في |           | [ 3 ]  |
| 2018      | الإدارة العليا          | إيون بن                                 | يوتيوب بريميوم |           |        |
| 2020      | دو دو سول سول لا لا سول | جونغ جا يونغ                            | كي بي إس 2     | دور الضيف | [ 4 ]  |
| 2020-2021 | بطريقة ما الأسرة        | سيونغ ها نيول ودونغ إيل وهيي كيونغ ابنة | تلفزيون تشوسون |           | [ 5 ]  |
| 2021      | العزيز. م               | مين يانغ هي                             | كي بي إس 2     |           | [ 6 ]  |
| 2021      | من بعيد ، الربيع الأخضر |                                         | كي بي إس 2     |           | [ 7 ]  |

### برامج تلفزيونية
| سنة  | عنوان العمل | قناة البث    | ملاحظات / الدور                                           | المرجع. |
| ---- | ----------- | ------------ | --------------------------------------------------------- | ------- |
| 2016 | أنتج 101    | إمنت         | إظهار البقاء أن تحديد أعضاء IOI. (تم التخلص من الحلقة 10) | [ 8 ]   |
| 2020 | انا سومي    | موقع YouTube | الحلقة 4 (دور الكاميو                                     |         |

## روابط خارجية
- كوون يون بن على موقع IMDb (الإنجليزية)
- كوون يون بن على موقع ميوزك برينز (الإنجليزية)
- كوون يون بن على موقع ديسكوغز (الإنجليزية)
- كوون يون بن على موقع قاعدة بيانات الفيلم (الإنجليزية)